# Rakvere
Rakvere (njem. Wesenberg ili Wesenbergh) je grad u sjevernoj Estoniji i sjedište okruga Lääne-Virumaa. Nalazi se 20 km južno od Finskog zaljeva i 98 km od glavnoga grada Tallinna. 
Najraniji znakovi ljudskih naselja koji datiraju iz 3. do 5. stoljeća poslije Krista nađeni su na ovom području. Tijekom prvog razdoblja neovisnosti mnoge zgrade su izgrađene, kao što je na primjer zgrada tržnice, stara zgrada banke i zgrada gimnazije. Godine 1930. otvoren je gradski stadion. Izgrađeno je i kazalište koje je svečano otvoreno 24. veljače 1940. godine. Kazalište je preživjelo Drugi svjetski rat, te je aktivno i danas.
Poznat je po svom dvorcu Rakvare i velikom kipu europskog goveda (Tarvas).

## Vanjske poveznice
- Službene stranice  Arhivirana inačica izvorne stranice od 30. srpnja 2010. (Wayback Machine)

|  | Zajednički poslužitelj ima još gradiva o temi Rakvere |